# Riu Orlovka
L'Orlovka - rus: Орловка - és un riu a l'óblast de Tomsk amb els seus orígens en Krai de Krasnoiarsk a Rússia, un afluent per la dreta del Ket (conca de l'Ob). El riu té una longitud de 327 quilòmetres. La seva conca abasta 9.010 quilòmetres quadrats. L'Orlovka origina de Llac Burgunku i flueix per la plana de la Sibèria Occidental. Usualment es congela a mitjans d'octubre o principis de novembre restant congelat fins a finals d'abril o maig.